# Morningrise
| 전문가 평가         | 전문가 평가 |
| 평가 점수           | 평가 점수   |
| 출처                | 점수        |
| ------------------- | ----------- |
| AllMusic            | [ 2 ]       |
| Chronicles of Chaos | [ 3 ]       |
| Metal Crypt         | [ 4 ]       |
| Metal Library       | [ 5 ]       |
| Metal Utopia        | 7/10        |
| Sea of Tranquility  | [ 6 ]       |
| Tartarean Desire    | [ 7 ]       |

《Morningrise》는 스웨덴의 프로그레시브 메탈 밴드 오페스의 두 번째 스튜디오 음반이다. 1996년 6월 24일 유럽에서 캔들라이트 레코드에 의해, 1997년 6월 24일 미국에서 센추리 블랙에 의해 발매되었다. 녹음 세션은 핀스퐁의 유니사운드 스튜디오에서 1996년 3월과 4월에 열렸고, 밴드는 다시 한번 프로듀서 단 스와뇌를 사용했다. 《Morningrise》는 스와뇌가 프로듀싱한 마지막 오페스 음반이다. 드러머 안데르스 노르딘과 베이시스트 요한 데 파르팔라가 함께한 마지막 오페스 음반이기도 하다.
《Morningrise》는 블랙 메탈과 데스 메탈 보컬의 조합과 보다 가벼운 프로그레시브 록과 어쿠스틱 요소가 가미된 기타 파트의 역동성을 탐구하며 오페스만의 독특한 스타일을 선보인다.

## 녹음 및 제작
투어를 마친 오페스는 집으로 돌아와 자주 리허설을 했고, 음반 녹음을 위해 유니사운드 스튜디오를 다시 예약했다.
《Morningrise》는 핀스퐁의 유니사운드에서 1996년 3월과 4월에 녹음되었다. 그들은 페테르 린드그렌의 여자친구 가족의 집에 머물렀다. 오페스는 이전 음반인 《Orchid》가 녹음된 방식과 유사하게 단 스와뇌와 함께 다시 프로듀싱하고 믹싱했다. 스와뇌는 이 음반을 기획하기도 했다. 이 음반은 스와뇌가 오페스와 함께 작업한 마지막 음반이었다. 이 음반은 요한 데 파르팔라와 안데르스 노르딘과 함께 녹음된 마지막 음반이기도 하다.
첫 번째 음반 발매가 늦어지면서 《Orchid》가 발매됐을 때 이미 《Morningrise》의 대부분을 작곡한 상태였다. 비록 자료의 일부는 1991년으로 거슬러 올라가지만, 미카엘 오케르펠트는 "우리가 쓰고 있던 자료는 정말 신선하고 새로운 느낌이었다"고 말했다.
오케르펠트에 따르면 《Morningrise》의 녹음은 "끊임없는 드럼이 차지하고, 클릭 트랙 같은 것들" 때문에 꽤 지루했다. 그 밴드는 대부분의 시간을 스튜디오에서 담배를 피우며 보냈다. 휴식 시간에도 불구하고 오케르펠트와 노르딘은 이 음반의 기악곡이었을 기타/피아노 듀엣 곡을 작곡했지만, 그것을 끝낼 충분한 시간이 없었다.
《Morningrise》는 오페스의 가장 긴 곡인 〈Black Rose Imortal〉을 20분 15초로 수록하고 있으며, 모든 곡이 10분대를 능가하는 유일한 음반이다.

## 커버 아트
오케르펠트는 캔들라이트 레코드의 수장이 영국 바스로 휴가를 갔으며, "그는 실제로 다리 위를 걸었거나 무엇이든"이라고 말했다. 나중에 그는 오케르펠트에게 커버에 등장하는 같은 그림의 컬러 버전이 있는 엽서를 보냈다. 사진은 프라이어 공원에 위치한 팔라디안 다리이다. 첫 번째 프레스는 앞면 커버에 "Opeth" 로고 없이 발매되었다.

## 곡 목록
모든 곡들은 미카엘 오케르펠트와 페테르 린드그렌에 의해 작사/작곡하였다.
| #  | 제목                               | 재생 시간 |
| -- | ---------------------------------- | --------- |
| 1. | 〈Advent〉                         | 13:45     |
| 2. | 〈The Night and the Silent Water〉 | 10:59     |
| 3. | 〈Nectar〉                         | 10:09     |
| 4. | 〈Black Rose Immortal〉            | 20:15     |
| 5. | 〈To Bid You Farewell〉            | 10:54     |